# Aeroporto de Londres Luton
London Luton Airport (IATA: LTN, ICAO: EGGW), anteriormente chamado de Aeroporto Internacional de Luton, é um aeroporto internacional localizado a 2,8 km a leste do centro da cidade de Luton, Bedfordshire, Inglaterra e é 56,5 km ao norte da região central de Londres. O aeroporto fica a 3,2 quilômetros a partir de junção 10a da auto-estrada M1. É o quarto maior aeroporto que serve a área de Londres, depois de Heathrow, Gatwick e Stansted, e é um dos seis aeroportos internacionais de Londres, juntamente com London City e Southend.
Em 2014, pouco menos de 10,5 milhões de passageiros passaram pelo aeroporto, um total recorde em Luton, tornando-se o sexto aeroporto mais movimentado no Reino Unido. O aeroporto serve como base para a EasyJet, Monarch, Thomson Airways e Ryanair. A grande maioria das rotas servidas são na Europa, embora existam alguns charter e rotas regulares para destinos no Norte de África e na Ásia.

## História
O aeroporto foi aberto no local a 16 de julho de 1938 pelo Secretário de Estado do Ar, Kingsley Wood. Durante a Segunda Guerra Mundial, foi uma base para os soldados da Força Aérea Real. Situado onde o vale do rio Lea corta seu caminho através da extremidade norte-leste do Chiltern Hills, o aeroporto ocupa uma localização no topo da colina, com cerca de 40 m de drop-off na extremidade ocidental da pista.
Após a guerra, a terra foi devolvida ao conselho local que continuou actividade no aeroporto como uma operação comercial. Percival Aircraft teve sua fábrica no aeroporto até o início dos anos 1960.
A partir de meados da década de 1960, aeronaves executivas têm sido baseados no aeroporto, inicialmente operado por McAlpine Aviation. Essas atividades têm crescido e vários operadores de jatos executivos e empresas de manutenção são baseadas agora no aeroporto, manipulação de aeronaves de todo o mundo.
Tornou-se a base operacional para as companhias charter, como Autair (que passou a se tornar Linha Tribunal), Euravia (agora Thomson Airways, seguindo a mudança de Euravia de nome para Britannia Airways e posterior fusão com a First Choice Airways), Dan-Air e Monarch. Em 1972, o Aeroporto de Luton foi o aeroporto mais rentável do país. Ele sofreu um grave revés em agosto de 1974, quando um grande operador de pacote de férias, Clarksons, e sua companhia aérea, a Court Line (que também operava serviços de ônibus locais), foram à falência.

### 1980 e 1990
Na década de 1980 o aeroporto observou um declínio no número de clientes devido à falta de reinvestimento e ao aeroporto de Stansted. O Conselho respondeu à pressão e focou-se no desenvolvimento do aeroporto, em primeiro lugar através do funcionamento do aeroporto no comprimento dos braços através de uma equipa de gestão independente. Como resultado, a necessária infra-estrutura de trabalho foi realizada. Os próximos 15 anos viu um processo de atualização, incluindo a abertura de um novo terminal internacional, uma facilidade de manuseio de bagagem automatizada, uma nova torre de controle com sistemas de controle de tráfego aéreo atualizados, um novo centro de carga e upgrades de pista.
As pistas originais haviam sido faixas de grama 18/36 e 06/24, e em seguida uma pista de concreto 26/08. Até o final da década de 80, havia apenas uma pista, 26/08.A pista 18/36 grama havia desaparecido sob um aterro, enquanto 06/24 tinha efetivamente se tornar um taxiway.Para continuar a ser um aeroporto viável era necessário para atualizar os serviços de aeroportos, e alcançar o status de CAT3.Planagem e localiser e remover a corcova na pista; even a six-foot person could not see one end of the runway from the other. mesmo uma pessoa de seis pés não podia ver um final da pista do outro.A protuberância foi removida através da construção de camadas na parte final da pista.Isso foi feito durante 72 noites sucessivas entre outubro de 1988 e fevereiro de 1989, com a altura a ser levantada 90 mm em uma noite especial.Durante o curso deste trabalho, o aeroporto teria re-aberto para voos durante o dia.
Ao desenvolver a infra-estrutura básica, vários parceiros de negócios foram cortejados e modelos de negócios foram consideradas.O processo previsto um centro de carga, uma estação de trem do aeroporto, e movedor de pessoas de estação para terminal do aeroporto (daí o paralelo passagem subterrânea não utilizado para a estrada enquanto se aproxima do terminal).
Em 1990, o aeroporto foi rebatizado de Luton para re-enfatizar a proximidade do aeroporto para a capital do Reino Unido. Em 1991, outro revés ocorreu quando Ryanair, que tinha voado desde o aeroporto até a Irlanda para um número de anos, transferiu sua base operacional para Londres Stansted.Mais tarde, na década de 90, MyTravel Group começou voos charter do aeroporto, usando a Airtours marca e novos low-cost voos regulares a partir de Debonair e EasyJet, este último fazendo Luton sua base.
Em agosto de 1997, para financiar uma  extensão de oitenta millhões de libras do aeroporto, o Conselho emitiu um contrato de concessão de trinta anos para uma parceria público-privada, London Luton Airport Operations Limited, uma parceria do Airport Group International (AGI) e do Barclays Private Equity. AGI foi uma gestão aeroportuária e desenvolvimento empresa especializada que pertenceu a Lockheed Martin Corp., de EUA e Barclays PE era uma subsidiária Barclays Banco. Em 1999 AGI foi vendida para a TBI plc e em 2001 o Barclays também vendeu suas ações em Luton para TBI plc.
A principal característica da fase de desenvolvimento em 1998 foi um terminal de quarenta milhões de libras feito de alumínio e vidro, com base em um projeto original por Foster and Partners. O novo terminal, que foi oficialmente inaugurado em novembro de 1999 pela rainha Elizabeth II e o príncipe Philip, abriga sessenta sistemas de check-in, de secretárias, de bagagem e de informação de voo e uma grande variedade de lojas, restaurantes e bares.

### Década de 2000
- Setembro de 2004: uma área de 9.000 m² com um teto abobadado espetacular foi completado com o novo terminal, mas destina-se a mentira não utilizados até serem necessárias.
- 1 de julho de 2005: nova sala de embarque abriu no horário, com um cais de embarque se estende até 200 m fora entre norte e leste do aeroporto aventais e mudou-segurança, costumes e instalações de imigração. Isso também ampliou o número de portas de embarque a partir do número anterior, de 19 para os atuais 26.
- Janeiro de 2005: Londres Luton Airport Operations Limited adquirida pela concessões de aeroportos Development Limited, uma empresa detida pela Abertis Infraestructuras (90%) e Aena Internacional (10%), ambas as empresas espanholas. Abertis é um provedor de infra-estrutura europeia, enquanto Aena Internacional é o braço internacional de negócios do aeroporto e controle de tráfego aéreo organização nacional espanhola.
- 2006-2008: Silverjet operava voos para Newark e Dubai a partir de um terminal exclusivo, mas encerrou suas operações devido à crise econômica global.